# Клеческ (футбольный клуб)
«Клеческ» — белорусский футбольный клуб из города Клецк, выступавший во второй и первой белорусских лигах.

## История
Предшественником клуба была команда из Клецка, выступавшая в 1992—1994 годах в третьей лиге (как тогда называлась вторая лига) под названиями «Химик», «Виктория», «Рада».
В 2007 году клуб был возрождён под названием «Клеческ» (средневековое название города Клецк), начал выступления с чемпионата Минской области. В 2008 году заявился во вторую лигу чемпионата Беларуси. Цвета клуба — красно-голубые.
В 2010 году команда заняла в турнире 3-е место и с четвёртой попытки завоевала право принять участие в Первой Лиге в сезоне 2011 года, нападающий «Клеческа» Алексей Вискушенко стал лучшим бомбардиром турнира с 30 голами. В 2011 году «Клеческ» занял место в середине таблицы, но на следующий год отказался от участия в первой лиге из-за финансовых проблем и заявился во вторую лигу.
В 2012 году клуб продолжил испытывать финансовые трудности, из-за которых с него сначала сняли 3 очка, а после 14 сыгранных матчей исключили из турнира второй лиги. После этого команда прекратила существование.

### Кубок Беларуси 2011—2012
Клеческая команда удачно стартовала в 21-м розыгрыше Кубка Беларуси. 15 июня в 1/32 финала на выезде разгромили представителя КФК (Д4) красносельский «Цементник» со счетом 4:0. На стадии 1/16 финала соперником стал футбольный клуб высшей лиги «Днепр» из Могилева, в упорной борьбе победа в послематчевых пенальти досталась ФК «Клеческ». В 1/8 финала на выезде был повержен представитель 1-й лиги ФК «Руденск». В четвертьфинале, весной 2012 года, «Клеческ» был остановлен клубом высшей лиги — гродненским «Неманом».

## Достижения
Во второй лиге3-е место (2010)
В первой лиге9 место (2011)
В Кубке БеларусиЧетвертьфинал (2011/12)

## Статистика выступлений
| Сезон   | Лига        | М  | И  | В  | Н | П  | Голы  | Очки | Кубок       | Примечания                   |
| ------- | ----------- | -- | -- | -- | - | -- | ----- | ---- | ----------- | ---------------------------- |
| 1992    | Третья (Д3) | 16 | 15 | 2  | 2 | 11 | 20-44 | 6    | 1/32 финала |                              |
| 1992-93 | Третья (Д3) | 12 | 30 | 9  | 6 | 15 | 36-55 | 24   | 1/32 финала |                              |
| 1993-94 | Третья (Д3) | 18 | 34 | 4  | 7 | 23 | 29-98 | 15   |             |                              |
|         |             |    |    |    |   |    |       |      |             |                              |
| 2008    | Вторая (Д3) | 14 | 30 | 8  | 4 | 18 | 39-70 | 28   | 1/16 финала |                              |
| 2009    | Вторая (Д3) | 9  | 26 | 7  | 8 | 11 | 36-33 | 29   | 1/32 финала |                              |
| 2010    | Вторая (Д3) | 3  | 34 | 24 | 4 | 6  | 91-35 | 76   | 1/32 финала | Выход в Первую лигу          |
| 2011    | Первая (Д2) | 9  | 30 | 12 | 5 | 13 | 45-42 | 41   | 1/4 финала  | Отказ и спуск во Вторую лигу |
| 2012    | Вторая (Д3) | 15 | 14 | 5  | 1 | 8  | 17-33 | 13   | 1/32 финала | Снята с чемпионата1          |

- 1 Статистика на момент исключения клуба из лиги.

## Известные игроки
- Алексей Вискушенко — лучший бомбардир клуба за всю историю (54 гола)

## ФК «Клецк»
С 2014 года во второй лиге играет «Клецк».